# Pokrzywiec szorstkowłosy

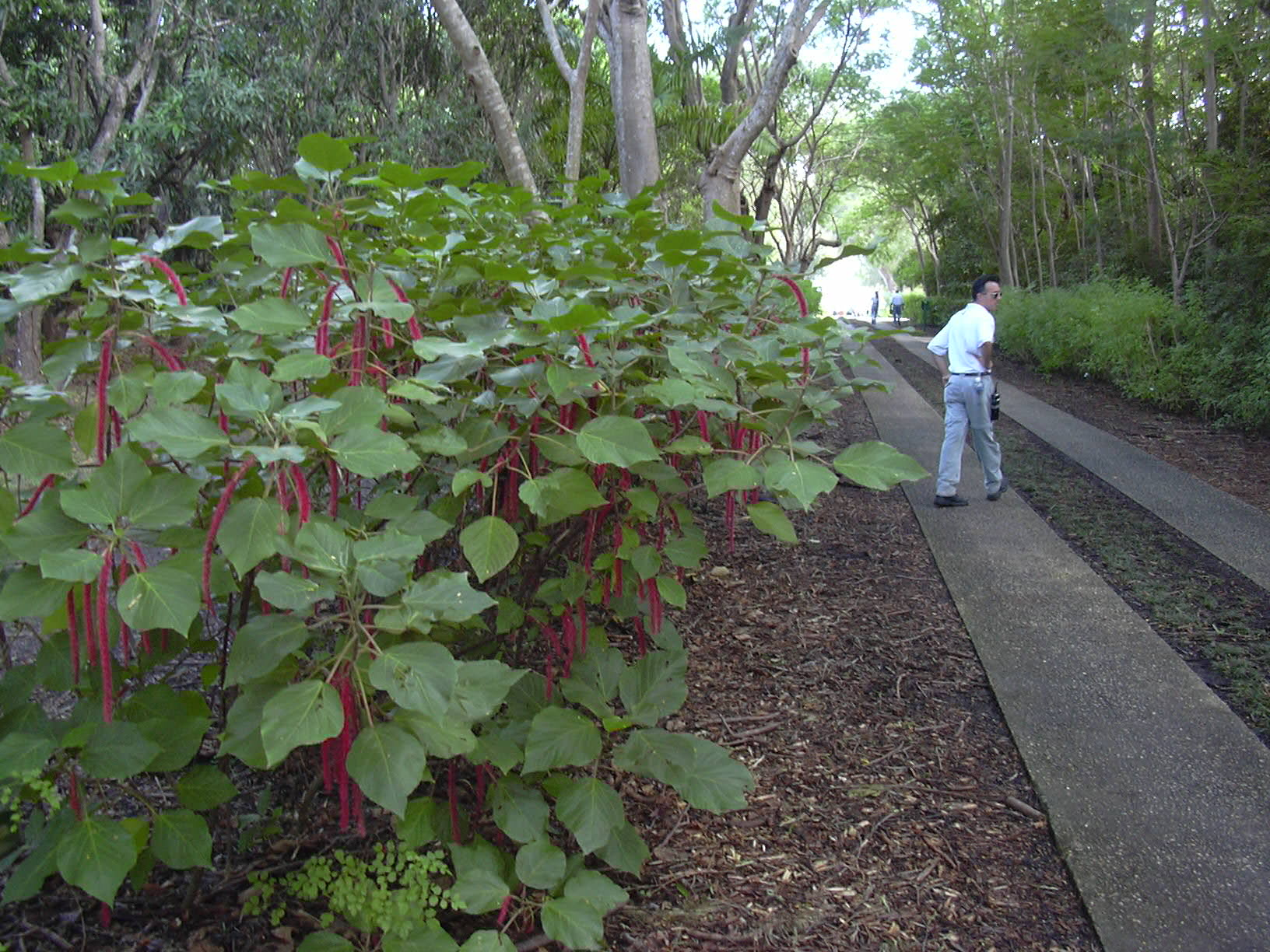
Pokrzywiec szorstkowłosy na Florydzie

Pokrzywiec szorstkowłosy, pokrzywiec szorstki (Acalypha hispida) – gatunek roślin z rodziny wilczomleczowatych (Euphorbiaceae). Pochodzi z Nowej Gwinei. Jest uprawiany w wielu krajach jako roślina ozdobna.

## Morfologia
W naturze jest to krzew o wysokości do 2 metrów. Uprawiany w mieszkaniu osiąga 60–80 cm wysokości. Ma dość wiotkie pędy i pojedyncze, jasnozielone liście o ząbkowanych brzegach. Najbardziej ozdobne są długie, puszyste i zwisające kwiatostany o intensywnie czerwonym kolorze (u typowej formy). U niektórych odmian mają długość do 50 cm. Oprócz typowej formy uprawiane są kultywary o innym kolorze kwiatostanów, np. 'Alba' o białych kwiatostanach. Istnieją też kultywary o czerwonobrązowych liściach. Kwitną zwykle przez cały rok. Nazwa rodzajowa nawiązuje do zewnętrznego podobieństwa do pokrzyw (widocznego zwłaszcza u niektórych innych gatunków pokrzywca), jednak pokrzywce są z nimi dość odlegle spokrewnione, a ich włoski nie są parzące.

## Uprawa
- Zastosowanie. W Polsce ze względu na klimat pokrzywiec jest uprawiany w szklarniach lub w mieszkaniach jako roślina pokojowa. Ze względu na większe rozmiary nadaje się do dekoracji biur, hoteli, itp. Jedynie przy bardzo ciepłym lecie może być wyniesiony na altanę, balkon, czy do ogrodu. W warunkach mieszkaniowych jest trudny do uprawy.
- Wymagania. Roślina ciepłolubna i światłolubna. Wymaga silnego, ale rozproszonego światła, bezpośrednie oświetlenie w lecie może oparzyć liście. Przy słabym oświetleniu roślina nie kwitnie. W mieszkaniu najlepszym dla niej miejscem jest miejsce przy oknie, szczególnie w słonecznej kuchni czy łazience (ze względu na wilgotność powietrza). Najlepsza jest temperatura 20–25 °C, poniżej 18 °C następuje zahamowanie wzrostu i roślina traci liście. Wymaga również podłoża stale wilgotnego, nawet krótkotrwałe przesuszenie gleby powoduje zrzucanie liści. Z kolei nadmiar wody powoduje gnicie korzeni. Roślina lubi też powietrze wilgotne, wskazane jest spryskiwanie liści wodą. Nie należy natomiast opryskiwać kwiatostanów, gdyż powoduje to ich gnicie. Ziemia powinna być przepuszczalna, próchniczna i żyzna, najlepsza jest ziemia kwiatowa z dodatkiem gruboziarnistego piasku i dobrze rozłożonego obornika.
- Uprawa. Co roku na wiosnę przesadza się do większej doniczki. Najdłuższe pędy należy przycinać. Po przekwitnięciu przycina się końce wszystkich pędów, by roślina lepiej się krzewiła. Przez lato nawozi się, najlepiej nawozami organicznymi (rozcieńczoną gnojówką). Roślina jest długowieczna, ale po kilku latach ogałaca się z dolnych liści. Można ją wówczas silnie przyciąć lub zasadzić nową z wcześniej przygotowanych sadzonek. Robi się je z pędów bocznych, które na wiosnę ukorzenia się w mieszaninie torfu z piaskiem, w temperaturze ok. 25 °C i przy dużej wilgotności.